# Alchemilla giewontica
Alchemilla giewontica é uma espécie de rosácea do gênero Alchemilla, pertencente à família Rosaceae.